# لارس ليفي لايستاديوس
لارس ليفي لايستاديوس (Lars Levi Læstadius؛ أرييبلوغ، 1 أكتوبر 1800 - بايالا، 21 فبراير 1861) قس لوثري سويدي من أصل سامي جزئياً. صار من منتصف أربعينات القرن التاسع عشر و ما بعدها زعيماً لحركة اللايستادية. كان كاتباً و ممتنعاً عن المـُسكـِرات وعالم النبات.